# Uesugi Kenshin

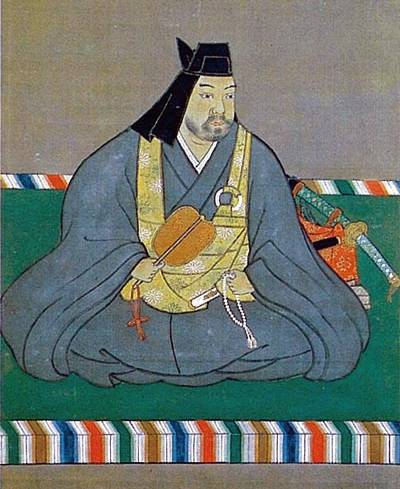
Uesugi Kenshin

Uesugi Kenshin (Japans: 上杉謙信) (provincie Echigo, 18 februari 1530 – aldaar, 19 april 1578) was daimyo van Echigo en een van de machtigste daimyo in de Sengoku Jidai periode van de Japanse geschiedenis. Zijn machtsbasis lag in de regio Tohoku in het noorden van Japan. Hij is vooral beroemd door de vijf veldslagen bij Kawanakajima die hij leverde met Takeda Shingen, waarbij de vierde slag (op 10 september 1561) het beroemdst is. Kenshin was een boeddhistische monnik, hoewel hij niet tot de geestelijk stand behoorde. De naam Kenshin nam hij aan toen hij monnik werd. Kenshin stond bekend als een aanbidder van Bishamonten.

## Jeugd en opmars
Uesugi Kenshin werd geboren als Nagao Kagetora, de vierde zoon van Nagao Tamekage. Deze was een machtig krijgsheer in de provincie Echigo en vijand van de Yamanouchi- en Uesugi-clans. Toen Kenshin's vader in 1536 stierf in de Slag bij Sendanno werd zijn oudere broer Nagao Harukage leider van de Nagao. Nadat zijn andere broer Kageyasu werd gedood bij een interne machtsstrijd, werd Kenshin uit veiligheidsoverwegingen naar de Rizen-ji tempel gebracht. Hij zou daar studeren tot zijn veertiende levensjaar. Toen werd Kenshin benaderd door een vazal van de Nagao, Usami Sadamitsu, die hem duidelijk maakte dat zijn broers leiderschap van de clan niet goed viel bij de machtige Kokujin families en dat de interne machtsstrijd de provincie dreigde te verscheuren. Hoewel Kenshin aanvankelijk twijfelde om Harukage aan te vallen besloot hij, zoals het verhaal gaat, uit het belang van Echigo, om Harukage af te zetten. In 1547 werd Harukage definitief verslagen door Kenshin en Usami. Hoewel zijn exacte lot onbekend is, heeft Harukage vermoedelijk seppuku gepleegd.

## Strijd met de Takeda
Rond 1530 kwamen twee verslagen krijgsheren uit de provincie Shinano, Ogasawara Nagatoki en Murakami Yoshikiyo, met het verzoek aan Kenshin om hen te helpen de opmars van de Takeda in Shinano te stuiten. Kenshin, die het gevaar van de machtige Takeda-clan voor het aangrenzende Echigo inzag, besloot om de krijgsheren te hulp te komen. In 1553 kreeg Kenshin zijn kans toen Takeda Shingen de vlakte bij Kawanakajima betrad. Omdat beide krijgsheren bekendstonden als sluwe strategen leidde dit bij zowel Kenshin als Shingen tot voorzichtigheid, en zetten de hun legers niet voluit de aanval in. De Takeda en Nagao (Uesugi) troffen elkaar op de vlakte bij Kawanakajima in 1555, 1557, 1561 en 1564. Tot aan Kenshin's dood in 1578 vochten de Uesugi tegen de Oda. Oda Nobunaga zou na het horen van het overlijden van Kenshin hebben gezegd: "Nu is het Rijk van mij" Mede door deze uitspraak, zo wordt er gespeculeerd, is Nobunaga ervan verdacht de hand te hebben gehad in de dood van Kenshin. De daimyo werd dood aangetroffen gevonden op zijn toilet. Echter, de consensus is dat Kenshin aan ziekte is overleden. Mogelijk zelfs maagkanker als gevolg van zijn zware alcoholgebruik.

## Doodshaiku
De doodshaiku van Uesugi Kenshin:
Zelfs een leven lang voorspoed is slechts één kop sake
Een leven van negenenveertig jaar is voorbij in een droom
Ik weet niet wat leven is, noch de dood
Jaar in, jaar uit - slechts een droom
Hemel en hel worden achtergelaten
Ik sta in de maanverlichte dageraad
Vrij van wolken van verbondenheid